# Zamach w Haderze (2002)
Strzelanina w Haderze – zamach, do którego doszło 17 stycznia 2002 w Izraelu gdy 24-letni palestyński terrorysta zaatakował salę weselną w Haderze, zabijając 6 osób i raniąc 33 inne.

## Przebieg
Atak, do którego przeprowadzenia przyznała się organizacja Brygady Męczenników Al-Aksa, wydarzył się ok. 21:45, gdy uzbrojony napastnik wtargnął do sali bankietowej i zaatakował znajdujących się tam gości. Zamachowiec najpierw otworzył ogień z karabinu, a później rzucił kilka granatów, po czym wysadził się w powietrze. Po samobójstwie sprawcy jego zwłoki ostrzelała znajdująca się w pobliżu policja, która ochraniała salę bankietową.

## Następstwa
Po ataku oburzenie wśród Izraelczyków wzbudziły relacje telewizji Al-Dżazira, które były opisywane jako stronnicze i współczujące sprawcy zamiast ofiarom. Ponadto pominięto w nich fakt iż sprawca dokonał ataku na salę bankietową podczas uroczystości.

## Sprawca
Sprawcą zamachu był 24-letni Abdul Hassouneh, sympatyk organizacji Brygady Męczenników Al-Aksa, który miał dokonać ataku w celu pomszczenia śmierci jej lidera Raeda Al-Karmiego. Przed atakiem napastnik nagrał film, w którym przysiągł zemstę w imieniu wszystkich palestyńskich męczenników.

## Reakcje
Palestyńskie władze w oficjalnym oświadczeniu potępiły atak, równocześnie jednak obwiniając faktem za jego zaistnienie władze izraelskie, zarzucając im prowokowanie podobnych działań. Zamach potępił również amerykański rząd, nazywając go okropnym aktem terroryzmu.